# Tomba del Colle Casuccini
La Tomba del Colle Casuccini (o anche solo "del Colle") è una delle circa venti tombe etrusche dipinte conosciute a Chiusi, situate a est dell'abitato, vicino all'attuale cimitero.
La tomba presenta affreschi simili a quelli della Tomba della Scimmia ed ha una pianta articolata sul dromos di accesso, con tre ambienti che vi si aprono e due cellette per urne cinerarie.
Le pareti dell'atrio sono decorate da un fregio continuo con giochi funebri (atleta con pesi, pirrichista, crotalista, pugile, lottatori, corsa con bighe) e una scena di banchetto. Sulle pareti della camera di fondo sono rappresentate scene di danza (quattordici danzatori) tra cespugli di alloro.  Questi temi sono legati al periodo del primo arcaismo (inizi VI secolo a.C.), anche nella più cosmopolita Tarquinia. Le scene si possono confrontare con i bassorilievi di cippi funerari in pietra fetida della zona.